# Goniothalamus donnaiensis
Goniothalamus donnaiensis este o specie de plante din genul Goniothalamus, familia Annonaceae, descrisă de Achille Eugène Finet și François Gagnepain. Conform Catalogue of Life specia Goniothalamus donnaiensis nu are subspecii cunoscute.